# ميخائيل دومينيك
ميخائيل دومينيك (بالإنجليزية: Michael Dominic)‏ هو فنان أمريكي، ولد في 18 يونيو 1970 في واشنطن العاصمة في الولايات المتحدة.

## وصلات خارجية
- ميخائيل دومينيك على موقع IMDb (الإنجليزية)